# Autostrada A9 (Romania)
L'Autostrada Timișoara - Moravița, più comunemente Autostrada A9, è un'autostrada in Romania in fase di progettazione. Il percorso sarà da Timișoara verso sud, fino a Moravița, dove si collega con la  in Serbia. Sarà anche una parte della Cintura Autostrada di Timișoara, collegandosi tra Remeatea Mare e Giroc. Si prevede che sia lunga 72,93 km.

## Percorso
L'autostrada A9 si collegherà con la A1 nella zona di Remetea Mare, proseguendo parallelamente alla cintura Sud di Timisoara fino alla zona di Giroc dove avrà un'uscita per Timișoara. Da lì il percorso prosegue verso sud, sulla strada Jebel - Opatita - Stamora Germană - Moravita, fino al confine con la Serbia, seguendo la strada europea E70.

## Dettagli di costruzione
Nel 2022 è stato scelto il percorso finale dell'Autostrada Timișoara - Moravița, all'epoca non era stabilito se si trattasse di un'autostrada o di una superstrada. Alla fine venne denominata "Autostrada A9", con una lunghezza di circa 73 km. Sebbene non sia stato realizzato alcun segmento, i primi due lotti sono in fase di asta, con una scadenza di 12 mesi per la progettazione e di 36 mesi per l'esecuzione.